# مورگان‌دندان
مُرگان‌دندان (نام علمی: Morganucodon) نام یک سرده از راسته مُرگان‌دندان‌سانان است.
مرگان‌دندان، یکی از نخستین پستانداران واقعی، در سال ۱۹۴۹ با استفاده از هزاران قطعه دندان، آرواره و استخوانش که در معادن ولز جنوبی کشف شده بودند توصیف شد. این حشره‌خوار کوچک احتمالاً شب‌بیدار بود و حس بویایی خوبی داشت.
مرگان‌دندان، مثل بیشتر سگ‌دندان‌های پیشرفته، مفصل آرواره‌ای دوگانه داشت: مفصل پستاندارمانند جدید در کنار مفصل خزنده‌مانند قدیمی. کوچک شدنِ استخوان‌های مفصل قدیمی آرواره نشان می‌دهد که شنوایی مرگان‌دندان بهتر بوده‌است. بسیاری از پستانداران ابتدایی وضعیت مشابهی داشتند و سنگواره‌ها نشان می‌دهند که گوش میانی کاملاً بسته و تک‌مفصل آرواره‌ی پستانداران امروزی به طور مستقل در تک‌سوراخیان از یک سو و در پستانداران کیسه‌دار و جفت‌دار از سوی دیگر پدیدار شده‌اند.